# جاكلين ليونارد
جاكلين ليونارد (بالإنجليزية: Jacqueline Leonard)‏ هي ممثلة بريطانية، ولدت في 28 نوفمبر 1965 في بلاكبول في المملكة المتحدة.

## وصلات خارجية
- جاكلين ليونارد على موقع IMDb (الإنجليزية)
- جاكلين ليونارد على موقع قاعدة بيانات الفيلم (الإنجليزية)